# Solvang
Solvang és una població dels Estats Units a l'estat de Califòrnia. Segons el cens del 2000 tenia 5.332 habitants.

## Demografia
Segons el cens del 2000, Solvang tenia 5.332 habitants, 2.185 habitatges, i 1.415 famílies. La densitat de població era de 826,8 habitants/km².
Dels 2.185 habitatges en un 26,8% hi vivien nens de menys de 18 anys, en un 53,2% hi vivien parelles casades, en un 8,1% dones solteres, i en un 35,2% no eren unitats familiars. En el 30,2% dels habitatges hi vivien persones soles el 14,1% de les quals corresponia a persones de 65 anys o més que vivien soles. El nombre mitjà de persones vivint en cada habitatge era de 2,37 i el nombre mitjà de persones que vivien en cada família era de 2,96.
Per edats la població es repartia de la següent manera: un 21,9% tenia menys de 18 anys, un 5,5% entre 18 i 24, un 25,2% entre 25 i 44, un 24,4% de 45 a 60 i un 22,9% 65 anys o més.
L'edat mediana era de 43 anys. Per cada 100 dones de 18 o més anys hi havia 86,2 homes.
La renda mediana per habitatge era de 45.799 $ i la renda mediana per família de 57.703 $. Els homes tenien una renda mediana de 41.429 $ mentre que les dones 30.175 $. La renda per capita de la població era de 25.363 $. Entorn del 2,7% de les famílies i el 6,7% de la població estaven per davall del llindar de pobresa.

## Poblacions més properes
El següent diagrama mostra les poblacions més properes.